# Stadsdrukkerij
De Stadsdrukkerij was een gemeentelijke drukkerij in Amsterdam en heeft met de voorganger 267 jaar bestaan van 1735-2002.

## Geschiedenis
Sinds 1735 bestond er de stadscourantendrukkerij gevestigd in een pand bij de Beurs van Hendrick de Keyser en in 1796 naar een pand verhuisde op het Rokin 52 waarbij de naam werd gewijzigd in Stadsdrukkerij. In 1843 verhuisde de drukkerij naar het Nes 43. Ook hier zou de drukkerij niet blijven en in 1913 werd besloten tot nieuwbouw aan de Voormalige Stadstimmertuin 4-6. Dit pand kwam in 1916 gereed voorzien van een fraaie gevelsteen boven de entree.    
De drukkerij werd gebruikt voor het drukken van gemeentelijk drukwerk. Aanvankelijk betrof het drukken van de Amsterdamsche Courant die voor rekening van de gemeente werd uitgegeven. In de periode 1845-1852 leed de gemeente echter een verlies van fl. 40.000, een groot bedrag voor die tijd, en in 1853 werd de krant verkocht aan de directeur van de stadsdrukkerij Jacobus van Bonga jr. die zelfstandig verder ging waarmee de stadsdrukkerij geen directeur meer had. Door het wegvallen van de krant viel het grootste deel van het bestaansrecht van de stadsdrukkerij weg en werd sluiting overwogen. Na beraad werd besloten tot reorganisatie en inkrimping. 
In de stadsdrukkerij werden naast verslagen van de gemeenteraad en het gemeentelijk jaarverslag ook allerlei andere publicaties gedrukt zoals brochures voor de haven en Schiphol en affiches voor bijvoorbeeld verkeer en gemeentegiro. Ook werden er boeken over met name Amsterdamse onderwerpen gedrukt zoals bijvoorbeeld bij het 700-jarig bestaan van Amsterdam in 1975 het door de gemeentegiro uitgegeven 700 centen-boek en het verklarende straatnamenboek Amsterdam dat echter pas in 1978 kon verschijnen. Hiervoor was een boekwinkel aanwezig waar ook de jaarlijkse gemeente kalender die verscheen van 1872 tot en met 2009 en Ons Amsterdam van 1949 tot en met 1999 gedrukt werden en verkrijgbaar waren.
Daarnaast werden de plaatsbewijzen, folders en ander drukwerk voor het GVB gedrukt, sinds 1980 beveiligd drukwerk zoals de strippenkaart en het sterabonnement nu in opdracht samen met de rijksoverheid. 
De drukkerij werkte exclusief voor de gemeente en er was geen noodzaak tot concurrerend werken. Toen in 1985 dit monopolie verdween veranderde vooralsnog niet veel, maar er moest marktconform worden gewerkt in concurrentie met andere bedrijven. 
In 2002 is de drukkerij geprivatiseerd en verhuisde naar een bedrijfspand aan de Donauweg en kreeg de naam SDA Print+Media. Dit was moeizaam maar niet de oorzaak van de ondergang die als reden de algehele malaise in de grafische sector had. Er werd verlies gemaakt en er was een negatief eigen vermogen. Van 2009-2014 was het bedrijf eigendom van Hollandia Printing en na het faillissement van drukkersbedrijf Gude Holding in 2014 was het afgelopen.